# Den oändliga historien 2 – Nästa kapitel
Den oändliga historien 2 – Nästa kapitel (org.titel: The NeverEnding Story II: The Next Chapter) är en amerikansk långfilm från 1990. Filmen är uppföljare till Den oändliga historien från 1984. Filmen regisserades av George Miller.

## Handling
Bastian vill gå med i skolans idrottslag. För att gå med måste han, bland annat, hoppa från ett högt hopptorn. Bastian lider av höjdskräck och vågar inte hoppa. Han får således inte plats i laget.
När skolan är slut för dagen bestämmer sig Bastian för att gå till Koreanders Bokantikvariat för att låna en bok om mod. Där finner han, än en gång, boken "Den oändliga historien" som utspelar sig i fantasin Fantásien. Trots att Bastian läst boken tidigare, känner han behov att läsa den igen. Herr Koreanders invändningar till trots, tar Bastian med sig boken hem för att läsa.
När Bastian läser boken hamnar han själv i Fantásien. Den ondskefulla häxan Xayide hotar att förgöra hela Fantásien. Bastian finner, i sig själv, det som kan stoppa henne. Till sin hjälp har han även krigaren Atreyu och draken Falkor. Barnkejsarinnan ger Bastian AURYN till låns. AURYN är en medaljong med magiska krafter. AURYN uppfyller alla Bastians önskningar till priset av att varje uppfylld önskan tar ett av Bastians minnen. Det blir ett problem då Bastian önskar sig väldigt mycket.

## Om filmen
Filmen är baserad på den andra halvan av Michael Endes bok Den oändliga historien, men filmen är dock inte särskilt trogen till boken. Filmen Den oändliga historien från 1984 är baserad på bokens första halva. Även om båda filmerna handlar om ungefär samma karaktärer, så är det helt andra skådespelare som medverkar i Den oändliga historien 2. Den enda skådespelaren som återvände från den första filmen var Thomas Hill.
Man får höra Limahls låt "The Neverending Story" även i den här filmen, men här framförs den av Joe Milner och inte Limahl.

## Rollista (i urval)
- Jonathan Brandis – Bastian Bux
- Kenny Morrison – Atreyu
- Clarissa Burt – Xayide
- John Wesley Shipp – Barney Bux (Bastians pappa)
- Alexandra Johnes – Barnakejsarinnan
- Thomas Hill – Konrad Koreander
- Martin Umbach – Nimbly

## Svenska röster
- Filip Tellander - Bastian
- Steve Kratz - Bastians pappa
- Benny Fredriksson - Simtränaren
- Börje Ahlstedt - Koreander
- Sara Sommerfeld - Kejsarinnan
- Barbro Christenson - Xayride
- Lars Edström - Nimbly
- Bert-Åke Varg - Tri Face
- Nils Eklund - Lervårtan
- Maria Weisby - Bastians mamma
- Axel Boman - Atreyu
- Olof Thunberg - Fallkor
- Tomas Laustiola - Stenbitaren
- Blenda Laveskans - Lilleman
- Ingela Forsman - Silverstadsbo
- Jenny Jernström, Christoffer Levak, Andreas Melchert - Barn